# Vasilefs Georgios (1938)
Vasilefs Georgios (gr. ΒΠ Βασιλεύς Γεώργιος), później ZG3 i Hermes – grecki niszczyciel z czasów II wojny światowej, przejęty w 1941 roku przez Niemców i wcielony do Kriegsmarine, użytkowany przez nią od 1942 roku jako ZG3, a następnie „Hermes”. Działał na Morzu Śródziemnym, został samozatopiony 7 maja 1943 roku po uszkodzeniach zadanych przez lotnictwo.

## Budowa
Nowoczesny niszczyciel zamówiony wraz z bliźniaczym okrętem „Vasilissa Olga” przez marynarkę grecką w 1936 roku w brytyjskiej stoczni Yarrow & Co.. Konstrukcja jednostki wzorowana była na niszczycielach typów G i H, budowanych dla Royal Navy. Uzbrojenie artyleryjskie dostarczyły firmy niemieckie (działa SKC/34 kalibru 127 mm i przeciwlotnicze 37 mm), a urządzenia do kierowania ogniem holenderskie. Okręt, który otrzymał nazwę na cześć króla Grecji Jerzego I, został zwodowany 3 marca 1938 roku, a jego przejęcie przez marynarkę grecką nastąpiło 15 lutego 1939 roku. Niszczyciel otrzymał numer taktyczny D 14, lecz na burcie zapisywano sam numer „14”. „Vasilefs Georgios” miał pełnić funkcję okrętu flagowego marynarki greckiej, dlatego pomieszczenia dowódcy, przeznaczone dla dowodzącego admirała, były bardziej komfortowe niż na bliźniaczym okręcie.

## Służba
Po napaści Włoch na Grecję 28 października 1940 roku okręt rozpoczął wojenna służbę uczestnicząc m.in. w nocnych rajdach przeciwko liniom zaopatrzeniowym przeciwnika na wodach Cieśniny Otranto wraz z marynarką brytyjską. W 1941 roku, po zaatakowaniu Grecji przez III Rzeszę (plan Marita), oba bliźniacze niszczyciele uczestniczyły w eskortowaniu konwojów zaopatrzeniowych z Egiptu oraz ewakuacji greckich zapasów złota na Kretę. „Vasilefs Georgios” został poważnie uszkodzony w wyniku ataku bombowców nurkujących Junkers Ju 87 w nocy z 12 na 13 kwietnia 1941 roku w Zatoce Sarońskiej. Postawiony w doku pływającym w bazie Salamina, 20 kwietnia został ponownie zbombardowany, po czym 23 kwietnia samozatopiony przez załogę. Po zajęciu bazy przez wojska niemieckie (6 maja 1941 roku), niszczyciel został podniesiony z dna i wyremontowany. 21 marca 1942 roku okręt został wcielony do służby w Kriegsmarine pod oznaczeniem ZG 3 (Zerstörer Griechischer – niszczyciel grecki 3), dowódcą został Fregattenkapitän (później Kapitän zur See) Rolf Johannesson.
W służbie niemieckiej ZG 3 został dozbrojony w dodatkowe działka przeciwlotnicze (5 × 20 mm) i wyposażony w tory minowe, umożliwiające przenoszenie do 75 min morskich. Dla skompensowania masy usunięto po jednej rurze z obu wyrzutni torpedowych. Okręt działał we wschodniej części Morza Śródziemnego, współdziałając z flotą włoską w eskortowaniu konwojów przewożących zaopatrzenia dla Deutsche Afrika Korps. Stawiał też miny, między innymi 2/3 lipca 1942 roku koło Cyklad. 21 sierpnia 1942 roku okręt otrzymał nazwę „Hermes”. 16 listopada tegoż roku, eskortując konwój, współuczestniczył w zatopieniu greckiego okrętu podwodnego „Triton” przez ścigacz okrętów podwodnych UJ 2102.
Od kwietnia 1943 roku „Hermes” został przebazowany na Sycylię. Był wykorzystywany bezpośrednio jako szybki transportowiec do zaopatrywania wojsk Osi w Tunezji i ewakuacji rannych. 20 kwietnia postawił 60 min koło wyspy Marettimo. Następnego dnia 21 kwietnia, w okolicy wyspy Capri niszczyciel wykrył i zatopił bombami głębinowymi brytyjski okręt podwodny HMS „Splendid” typu S, po czym uratował 20 członków jego załogi. W dniach 16–18, 22–24 i 26–28 kwietnia odbył trzy rejsy transportowe w zespole z włoskimi: „Antonio Pigafetta” i „Leone Pancaldo”. Podczas kolejnego rejsu do Tunezji 30 kwietnia zespół włosko-niemiecki z „Leone Pancaldo”, „Lampo” i „Hermesem” był kilkakrotnie atakowany przez lotnictwo, które zatopiło oba pozostałe niszczyciele. W rejonie przylądka Bon, „Hermes” odniósł poważne uszkodzenia od bliskich wybuchów bomb, tracąc 23 członków załogi. Doholowany do portu La Goulette, został 7 maja 1943 roku samozatopiony w celu zablokowania wejścia do portu w Tunisie. Wrak został następnie podniesiony i po zakończeniu wojny złomowany.
W literaturze istnieją wzmianki o rzekomym zatopieniu okrętu przejętego przez Niemców, w nieznanej dacie, przez agenta Jerzego Iwanowa-Szajnowicza, lecz brak jest na to jakichkolwiek dowodów – być może taka wersja była powielana podczas wojny dla celów propagandy.